# 37 Geminorum
Désignations
37 Geminorum est une étoile située dans la partie nord-ouest de la constellation des Gémeaux. Sa distance en rapport au Soleil est d'environ 56,3 années-lumière. C'est une naine jaune de type spectral G0V. Il n'y a toujours pas à ce jour d'exoplanète découverte autour de cette étoile.
37 Geminorum partage plusieurs propriétés physiques avec le Soleil, et est l'un de ses jumeaux les plus identiques. De ce fait, plusieurs scientifiques estiment que la probabilité que des organismes vivants existent dans ce secteur est élevée. Au mois de septembre de l'an 2003, 37 Geminorum fut identifiée par l'astrobiologiste Margaret Turnbull de l'Université de l'Arizona à Tucson comme l'une des candidates les plus prometteuses pour abriter la vie, étude fondée sur son analyse du catalogue d'étoiles HabCat.
Un message METI a été envoyé vers 37 Geminorum, transmis à partir du plus grand radar d'Eurasie, le radiotélescope d'Eupatoria de 70 mètres de diamètre. Le message fut nommé Teen Age Message (en), il fut envoyé le 3 septembre 2001, et arrivera à 37 Geminorum vers la fin de l'année 2057.